# Ariane Ouellet
Ariane Ouellet est une artiste en arts visuels, originaire de l'Abitibi-Témiscamingue au Québec.

## Biographie
Née à Amos, elle vit depuis 2004 à Rouyn-Noranda où elle s’implique dans le milieu de la culture, des arts et des communications. Elle détient un D.E.C. en photographie du Cégep du Vieux-Montréal et un baccalauréat ès arts de l’Université du Québec en Abitibi-Témiscamingue.
Elle s’intéresse à la photographie et à la peinture. Elle a exploré la photographie pendant quelques années avant d’ajouter la peinture à sa pratique. Son approche documentaire de la photographie privilégiait le dépouillement du noir et blanc alors que son univers en peinture se déploie autour de la couleur. Un élément dominant unit cependant ces deux univers à travers sa fascination pour la lumière.
C’est le phénomène de la synesthésie, dans son cas musique-couleur, qui génère des images abstraites ayant servi de point de départ à quelques expositions, notamment Comme une ressemblance et La mélodie d’Alizarin. Sa démarche en peinture est intuitive. Elle travaille par associations, à partir de photographies, de poésies ou de musiques, pour générer des images déjouant les perceptions spatiales. Ce phénomène neurologique influence sa recherche picturale et lui fait percevoir certaines musiques et sonorités à travers les filtres de la couleur. En 2018, son travail prend un virage qui l'amène vers une approche plus figurative. Elle puise ses thèmes dans l’environnement de sa vie familiale, du quotidien, de la contemplation de l’ordinaire, à travers une quête spirituelle ou philosophique.
De 1999 à 2001, un projet de photographie documentaire Les faiseurs de forêts, lui permet de diffuser, pour la première fois, son travail. Ce documentaire met à l’honneur le métier de reboiseur de la forêt boréale et il lui a permis de voyager à travers le Québec afin de faire connaître ce métier. En 2003, elle reçoit une bourse de création pour un second projet de photo documentaire, L’humain possible. Elle part alors à la recherche de personnalités et d’organismes ayant contribué au développement de l’Abitibi-Témiscamingue contemporaine. Elle pose alors un regard particulier sur la place des femmes dans l’histoire de la région et dans les métiers traditionnellement masculins mais aussi sur les artistes, les militants et les travailleurs de l’ombre.
Par la suite, ses implications professionnelles seront variées. Elle sera, tout à tour, animatrice et éducatrice auprès des groupes scolaires, animatrice au Centre d’exposition d’Amos, coordonnatrice d’un centre d’artiste, L’Écart, lieu d’art actuel pour la coordination du centre lors du symposium Trafic d’art actuel en Abitibi-Témiscamingue en 2005 et libraire. À la suite de cette expérience en librairie, elle sera en 2011, du nombre des membres fondateurs d'une maison d'édition régionale, les Éditions du Quartz. En 2013, elle dirige la publication du livre d’art Œuvres gravées de Roger Pelerin, un artiste reconnu dans le monde de la gravure au Québec.
En 2012 et 2013, elle coordonne la recherche, la conception et la réalisation d’un audio-circuit historique et culturel sur Rouyn-Noranda, L’indice du bonheur, pour la Société d’histoire de Rouyn-Noranda en collaboration avec France Lemire et les Complices communications.
Tout en poursuivant son travail d’artiste en atelier et en exposant de façon régulière partout en Abitibi-Témiscamingue, puis à la Galerie Rock Lamothe art contemporain,.
De 2013 à 2015, elle occupera  le poste de rédactrice en chef et d'éditorialiste du journal culturel régional, l’Indice bohémien pour lequel elle est demeurée éditorialiste invitée de façon sporadique depuis 2015.
De 2016 à 2019, elle a eu plusieurs mandats comme chargée de projets culturels pour la Ville de Rouyn-Noranda: panneaux d’interprétation historiques et œuvres d’art, guide d’interprétation historique des quartiers ruraux, gestion de la plateforme RN Culture, gestion de projets de murale, etc.
Elle fera aussi la gestion du projet pour la murale de l’aréna Jacques-Laperrière. Cette murale a été conçue par l’artiste Karine Berthiaume et a pour titre Énergies. Elle a été réalisée avec Karine Berthiaume et Valéry Hamelin avec la collaboration du muraliste Omen.
Elle entreprend en 2015 de développer une expertise en art mural. Elle suivra un stage en réalisation de murales avec MU, sous la supervision d'Annie Hamel à Montréal. Elle rassemble alors plusieurs artistes en arts visuels pour tenter de développer l'art mural dans la région sous la forme de projets collectifs. Depuis, elle coordonne et gère la réalisation de murales un peu partout en Abitibi-Témiscamingue. Parmi ses réalisations marquantes, notons en 2018, la prise en charge du projet et la mise en œuvre de la murale hommage à Richard Desjardins Des territoires coulés dans nos veines, réalisée et produite en co-création à Rouyn-Noranda. Cette murale a reçu le Prix Culture et développement en 2019 du Réseau Les Arts et La Villeet a été sélectionné au Public Art Review du Creative City Network of Canada en octobre de la même année.
En 2020 elle fera la co-conception et la réalisation de la murale Que s’allument les projecteurs!, avec Norbert Lemire, au Petit Théâtre du Vieux Noranda. En 2021, elle fera le commissariat et la réalisation de la murale Ouvriers, friandises glacées, conçue par Donald Trépanier (avec Donald Trépanier, Valéry Hamelin, Johannie Séguin et Stéphanie Dupré-Guilbert), à Rouyn-Noranda.
Elle sera ensuite active comme formatrice, mentor ou médiatrice culturelle via le programme Artiste à l’école. Elle deviendra enseignante au Cégep de l'Abitibi-Témiscamingue en 2021.
En parallèle de ses activités artistiques, elle crée des œuvres textiles portables à partir d’une technique de feutrage de laine qu’elle a appris lors d’un voyage en Mongolie en 2007.
Elle est membre  du Conseil de la culture de l'Abitibi-Témiscamingue, du Regroupement des Artistes en arts visuels et de la Sodrac.

## Expositions solo
- 2019 : Nouvelle production en peinture, Galerie Rock Lamothe, art contemporain.
- 2018 : Généalogies, galerie du Rift, Ville-Marie[15].
- 2017 : Nouvelle production en peinture, Galerie Rock Lamothe, art contemporain.
- 2016: Réseau d’influence, en duo avec Annie Boulanger, Centre d’art Rotary de La Sarre et Centre d’exposition d’Amos[16],[17].
- 2015: Les variables, Galerie de la Fontaine des arts, Rouyn-Noranda[18].
- 2013: La mélodie d’Alizarin, Centre d’exposition d’Amos
- 2009-2010: Comme une ressemblance, Centres d’exposition de Rouyn-Noranda, d’Amos et de Val-d’Or
- 2007: Moi je suis si mêlée de vouloirs, Saloon de L’Écart, lieu d’art actuel, Rouyn-Noranda[5].
- 2004: L’humain possible, Centre d’exposition d’Amos[3].
- 2003: Sans titre, Saloon des abonnés, L’Écart, lieu d’art actuel (peinture)[19].
- 1999-2001: Les faiseurs de forêts, (documentaire photographique) Maison de l’arbre du Jardin botanique de Montréal, Hall d’entrée du parlement de l’Assemblée Nationale de Québec, centres d’expositions d’Amos, Val-d’Or, La Sarre, Ville-Marie, Baie Comeau, la Maison de la culture Notre-Dame-de-Grâce de Montréal, Bibliothèque Gabrielle Roy de Québec.

## Expositions collectives
- 2018: Généalogies, Galeries du Rift, Ville-Marie.
- 2016: Foire d’art de Rouyn, Centre d’exposition de Rouyn-Noranda
- 2015: BLAST!, Escouade d’art muraliste, Centre d’exposition de Rouyn-Noranda
- 2015: Ah ben dis-donc!, Centre d’exposition de Val-d’Or
- 2014: Repérage Loto-Québec, Centre d’exposition de Val-d’Or[15].
- 2014: Biennale internationale d’art miniature de Ville-Marie, Galerie Le Rift[20].
- 2014: Fonds municipal d’art contemporain, Centre d’exposition de Rouyn-Noranda
- 2012: Biennale internationale d’art miniature de Ville-Marie
- 2012: Fonds municipal d’art contemporain, Centre d’exposition de Rouyn-Noranda
- 2010: Excès et désinvolture, Séduire, Maison de la culture Marie-Uguay, Montréal, commissaire : Rock Lamothe (peinture)
- 2010: L’arrivée des Turcotte, Centre d’exposition d’Amos.
- 2009: Les 5 plaisirs capiteux, L’enchantement, Centre d’art Rotary de La Sarre commissaire : Rock Lamothe (peinture)[21].
- 2008: Repérage de la Collection Loto-Québec, Centre d’exposition de Rouyn-Noranda (peinture).
- 2007-2007: Expo-vente de la Fondation du Centre d’exposition de Rouyn-Noranda (peinture).
- 2007-2009: Ce qu’il en reste, initié et coordonné par Beatriz Mediavilla (photographie), CSSS de Rouyn-Noranda, Coopérative funéraire de l’Abitibi-Témiscamingue et Centre d’exposition d’Amos.
- 2004: L’humain possible au féminin, Centre d’exposition de Val-d’Or, (photographie)
- 2002: Œuvre sélectionnée pour l’exposition permanente Regards d’ici, (photographie)

## Murales
- 2022: Le jardin extraordinaire, co-création avec Izabelle Duguay, sur le mur arrière du Tigre Géant, Val-d’Or, dans le cadre d’un projet initié par Attractivité Abitibi-Témiscamingue et la Ville de Val-d’Or.
- 2022: Frencher, là, écorchés, au bar librairie Livrasse à Rouyn-Noranda, avec les étudiantes et étudiants de 2e année du programme en arts visuels du Cégep de l’Abitibi-Témiscamingue.
- 2021, Conception d’étincelles, entreprise Métal Marquis à La Sarre, murale conçue par Stéphanie Dupré-Guilbert. Julie Mercier, Caroline Blouin, Valéry Hamelin et Ariane Ouellet participent à sa réalisation[22].
- 2021, Voyage dans le temps, centre Dave-Keon à Rouyn-Noranda, avec les étudiantes et étudiants de 2e année du programme en arts visuels du Cégep de l’Abitibi-Témiscamingue[23].
- 2021, Commissariat et réalisation de la murale Ouvriers, friandises glacées, conçue par Donald Trépanier sur le bâtiment de l'ancienne Laiterie Dallaire à Rouyn-Noranda.
- 2020, Gestion de projet et réalisation de la murale Chasser les murs, murale de Claudette Happyjack, à partir des œuvres de Claudette Happyjack, avec Claudette Happyjack et Valéry Hamelin, à l'École Papillon d'Or de Val-d'Or[24].
- 2020, réalisation avec Valéry Hamelin de la murale Les défricheuses, fortes et fabuleuses pour la Société de développement commercial du centre-ville à Rouyn-Noranda[25].
- 2020, Murale sur le bâtiment de la Ressourcerie Le Filon Vert à La Sarre. Ariane Ouellet, Valéry Hamelin, Stéphanie Dupré-Guilbert, Mariane Gilbert-Veilleux et Kathryne Jalbert-Rivard[26],[27].
- 2020, Enfants du monde, réalisation d'une murale avec les élèves de l’école Sacré-cœur à Rouyn-Noranda[28].
- 2020, Que s’allument les projecteurs  est une murale sur l'extérieur du Petit théâtre du Vieux Noranda en hommage à la troupe de théâtre Les Zybrides et à ses fondatrices, conception: Norbert Lemire et Ariane Ouellet, réalisation: Valéry Hamelin, Norbert Lemire et Ariane Ouellet[29].
- 2019, Gardiens de la nuit, rue Allard, Val-d'Or[30].
- 2019, Artiste à l'école, école Kékéko, Rouyn-Noranda[31].
- 2019, Il faut bien rêver!, au centre- ville de Rouyn-Noranda réalisée avec Valéry Hamelin[32].
- 2018, Recherche artistique, planification, financement, communications, logistique, coordination et réalisation de la murale Des territoires coulés dans nos veines[33],[34],[35] , conception et réalisation à Rouyn-Noranda (collectif de 5 autres artistes, Annie Boulanger, Annie Hamel, Johannie Séguin, Brigitte Toutant et  Valéry Hamelin[36]. Cette murale rend hommage à l’œuvre musicale et poétique de Richard Desjardins[37]. Elle sera primée au Colloque Les arts et la ville en 2019 et sélectionnée au Public Art Review 2018[38] du Creative City of Canada Network Summit. En 2019, un documentaire Le dernier Nataq, ayant comme sujet la production de cette murale sera réalisé par Lisette Marcotte[39],[40].

- 2017, Murale conçue par Annie Boulanger et réalisée avec Ariane Ouellet, Vent Nouveau / From there to here[41], avait été commandée par Neighbours Regional Association de Noranda dans le cadre du 150e anniversaire du Canada et illustrant l'importance et la valeur de l'immigration à Rouyn-Noranda[42],[43].
- 2016, Murale à la Pharmacie Julie Cloutier et Annie-Ève Rivard à Rouyn-Noranda, œuvre du muraliste de Jason Botkin, réalisée avec l’aide de l’artiste Ariane Ouellet[44].
- 2016, Gestion de projet pour la réalisation la murale Énergies de Karine Berthiaume sur l'aréna l’aréna Jacques-Laperrière à Rouyn-Noranda[45],[11].

## Œuvres de commande
- 2014-2015: 40 œuvres honorifiques pour l’Université du Québec en Abitibi-Témiscamingue
- 2010: Les Fros, débroussailleurs d’espérance, photo pour l'affiche du film de l’Office National du Film[46].
- 2004: Embrasure, sculpture commémorative extérieure, Parc Rotary d’Amos, pour la Table de concertation contre la violence faite aux femmes[47].
- 2002: Métamorphoses, installation sculpturale intérieure pour le Conseil régional de développement de l’Abitibi-Témiscamingue.

## Résidence et événements
- 2016: Foire d’art de Rouyn, Centre d’exposition de Rouyn-Noranda
- 2013: Comment être zen avec le beige, résidence d’artiste, L’Écart, lieu d’art actuel, Rouyn- Noranda[48].
- 2003: 11e biennale d’art contemporain jaune de Rouyn-Noranda, L’Écart, lieu d’art actuel, en équipe avec Véronique Doucet et Annie Perron.
- 2002: Pour en finir avec la fête, L’Écart, lieu d’art actuel.
- 2001: Projet 555, actions servies sur fenêtres, L’Écart, lieu d’art actuel[49].

## Publications
- Guide historique des quartiers ruraux de Rouyn-Noranda, recherche et rédaction, Ville de Rouyn-Noranda, 2017,  (ISBN 978-2-924031-08-7).
- Œuvres gravées de Roger Pelerin, directrice de collection en collaboration avec Roger Pelerin, Alain-Martin Richard, Paul Ouellet, Les Éditions du Quartz, 2013,  (ISBN 978-2-9814298-3-4).

## Prix et mentions
- 2021: prix Artiste remis par la Ville de Rouyn-Noranda[50].

- 2020: deuxième prix dans la catégorie Opinion pour son texte Ouvrir les esprits, pas juste les frontières décerné par l’Association des médias écrits communautaires du Québec (AMECQ)[51].

- 2018: Prix Culture et développement, pour la réalisation de la murale rendant hommages à Richard Desjardins, Des territoires coulés dans nos veines par le Réseau les Arts et la Ville.

## Collections
2014: Le bonheur du samouraï, Collection Loto-Québec (peinture)  acrylique sur panneau.
2011: Aux abois de forêt, Fonds municipal d’art contemporain de Rouyn-Noranda (peinture), acrylique sur papier marouflé sur toile, 
2008: Comme nous nous défions de l’inconstance, Collection Loto-Québec (peinture) acrylique sur panneau.
2006: La mémoire est une faculté qui oublie, Collection de la Fondation du Centre d’exposition de Rouyn-Noranda (peinture), acrylique sur panneau.